# نیلز آبراهام لانگلت
نیلز آبراهام لانگلت (سوئدی: Nils Abraham Langlet زاده ۹ ژوئیه ۱۸۶۸ - درگذشته ۳۰ مارس ۱۹۳۶) یک شیمیدان سوئدی بود.

## زندگی‌نامه
وی در سودتلیا به دنیا آمد و از سال ۱۸۸۶ تا ۱۸۹۶ به پژوهش دربارهٔ شیمی در دانشگاه اوپسالا نزد پر تئودر کلیو پرداخت و در ۱۸۹۶ مدرک دکترای خود را دریافت کرد و در همان سال دانشیار دانشگاه شد. در ۱۸۹۹ به آموزش «شیمی و فناوری شیمی» در دانشگاه صنعتی چالمرز در گوتنبورگ پرداخت و در همان‌جا در سال ۱۹۱۱ به جایگاه استاد تمامی رسید. وی از سال ۱۹۲۶ به این سو استاد بخش شیمی آلی بود.
لانگلت در سال ۱۸۹۵ هنگامی که با کلیو در اوپسالا کار می‌کرد به صورت مستقل هلیم را در کانی کلویت شناسایی کرد (ویلیام رمزی هم در همان سال هلیم را شناسایی کرد) لانگلت نخستین کسی بود که وزن اتمی هلیم را به درستی بدست آورده بود.
لانگلت در گوتنبورگ از دنیا رفت.